# Capanna Cadagno
La capanna Cadagno è un rifugio alpino situato nella Val Piora, nel comune di Quinto, nel Canton Ticino, nelle Alpi Lepontine, a 1.987 m s.l.m.

## Storia
La Capanna Cadagno fu costruita nel 1934 ed è stata ristrutturata quasi completamente nel 1993 e nel 2013. Appartiene alla Società Alpinistica Ticinese sezione Ritom denominata SAT Ritom.  È situata nella magnifica valle di Piora, regione facilmente raggiungibile sia con mezzi pubblici, che con mezzi privati, oltre che, naturalmente, a piedi. La capanna è gestita da inizio giugno a fine ottobre.  È adatta a escursionisti, amanti della natura, bikers, scuole, famiglie e gruppi, che possono usufruire della mezza pensione e di pasti caldi durante tutto l'arco della giornata. 

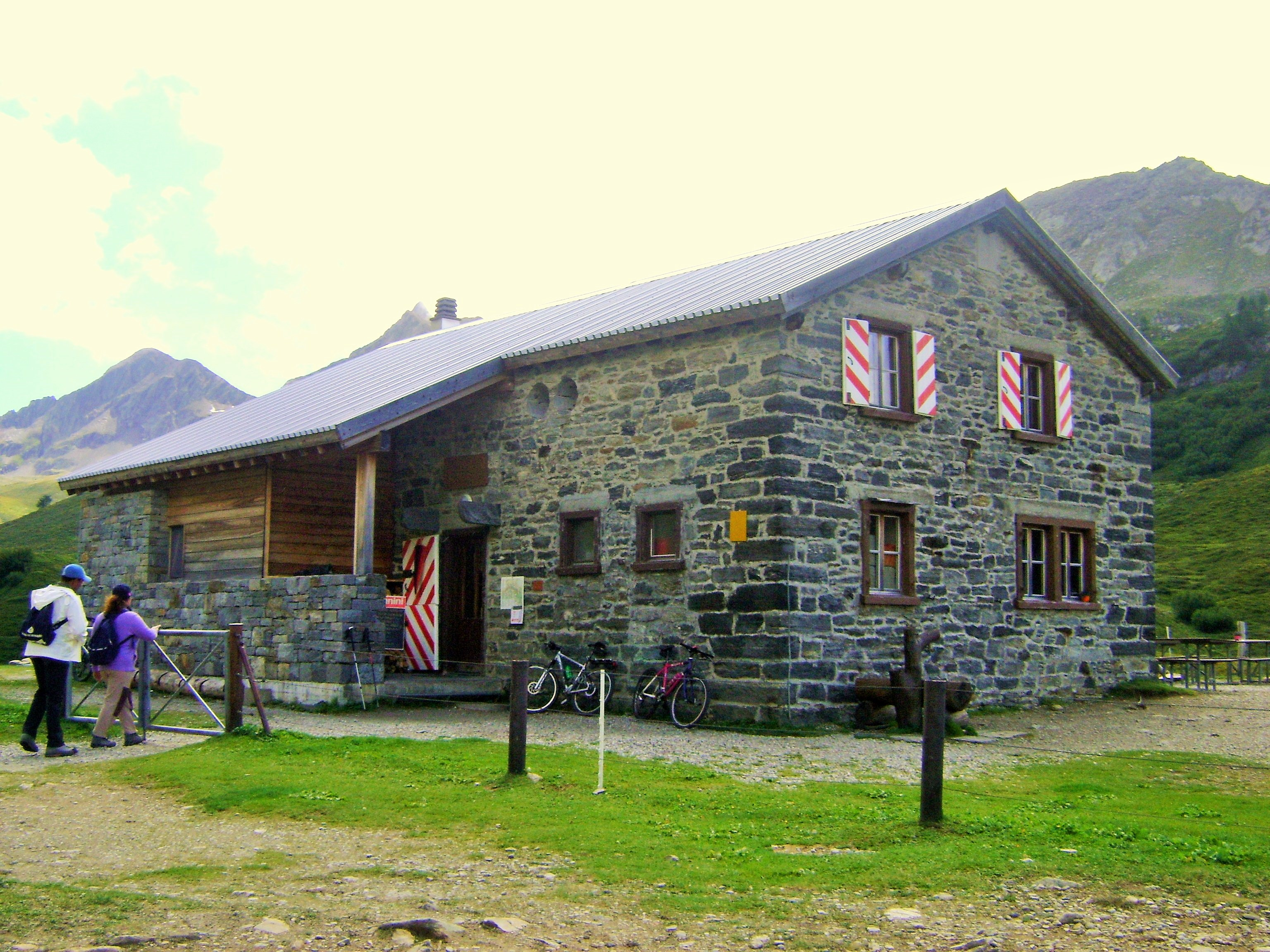
La capanna prima dell'ampliamento del 2013.

## Caratteristiche e informazioni
Numero di camere: 10 Numero di letti: 80

## Accessi
- Cadagno di Fuori 1.917 m - Cadagno di Fuori è raggiungibile in auto solo in certi orari. - Tempo di percorrenza: 10 min - Difficoltà: T1
- Diga del Ritom 1.851 m  - La diga del Ritom è raggiungibile in auto. - Tempo di percorrenza: 1 ora - Dislivello: 150 metri - Difficoltà: T1.
- Stazione Piora 1.794 m  - La stazione di Piora è raggiungibile con la funicolare, da Piotta. - Tempo di percorrenza: 1.30 ore. - Dislivello: 200 metri  - Difficoltà: T1
- Acquacalda 1.756 m  - Acquacalda è raggiungibile anche con i mezzi pubblici. - Tempo di percorrenza: 3,15 ore - Dislivello: 250 metri  - Difficoltà: T2
- Airolo 1.159 m - Airolo è raggiungibile anche con i mezzi pubblici. - Tempo di percorrenza: 5 ore - Dislivello: 800 metri  - Difficoltà: T2.

## Escursioni
- Lago di Tom (2.022 m) - Tempo di percorrenza: 40 min - Dislivello: 100 metri  - Difficoltà: T2

## Traversate
- Capanna Cadlimo 2,30 ore
- Rifugio Föisc 2,30 ore
- Capanna Bovarina 4 ore
- Capanna Dötra 4 ore

## Curiosità
La funicolare del Ritom, è una delle più ripide al mondo, con il 87,8% di pendenza. La Dolomia Saccaroide è una roccia particolare, che si trova nei Denti della Vecchia, nelle Dolomiti e in altri luoghi. Il Lago di Cadagno presenta il raro fenomeno della meromissi.